# ذكرى عيد الميلاد (قصة)
«ذكرى عيد الميلاد» هي قصة من تأليف ترومان كابوتي. نُشرت في الأصل في مجلة مادموزيل في ديسمبر 1956، وأُعيد طباعتها في كتاب كتابات مختارة لترومان كابوت في عام 1963. أصدرت دار نشر راندوم هاوس القصة في نسخة كتاب مستقلة في عام 1966، ونُشرت في العديد من الطبعات والمختارات الأدبية منذ ذلك الحين.
تصف قصة السيرة الذاتية، والتي تدور أحداثها في ثلاثينيات القرن العشرين، فترة في حياة الراوي ذي السبعة أعوام وامرأة مسنة من أقربائه البعيدين وصديقته المفضلة. المرأة هي ناني فولك، الشقيقة الكبرى للأسرة حيث والدا كابوت الطائشان أودعاه فيها عندما كان صغيرًا. ومن المعتقد أن ناني، والتي أطلق عليها الجميع اسم سوك، كانت تعاني من إعاقة في النمو. إلا أن كابوت كتب لصديق له، «كان لي قريبة مسنة، المرأة التي كانت في قصتي ذكرى عيد الميلاد، وكانت عبقرية.»
تركز القصة المثيرة للعواطف على حياة الريف، والصداقة، وسعادة العطاء خلال موسم عيد الميلاد، وهي تمس بلطف ومع ذلك بشكل لاذع الوحدة والخسارة.
جرى بث قصة «ذكرى عيد الميلاد»، حاليًا عطلة كلاسيكية، وتسجيلها، وتصويرها، وتنظيمها عدة مرات، في إنتاجات حائزة على جوائز.

## الحبكة
تدور أحداث «ذكرى عيد الميلاد» حول فتى صغير، يشار له بـ «بَدي،» وقريبته الكبيرة في السن، التي لم يُطلق عليها اسم في القصة ولكن أُشير لها باسم سوك في تعديلات لاحقة. فالصبي هو الراوي، وقريبته الأكبر سنًا ـوالتي اتسمت بغرابة الأطوار والطفوليةـ هي صديقته المفضلة. يقطن بَدي وقريبته في منزل مع أقارب آخرين، وهم ذوو طبع مستبد وقاسي، ويمتلكون كلبًا يُدعى كويني.
الأسرة فقيرة جدًا، إلا أنّ بَدي ينتظر عيد الميلاد كل عام رغم ذلك، ويدخر مع قريبته البنسات لهذه المناسبة. في كل عام في عيد الميلاد، يجمع بَدي وصديقته الجوز ويشتريان الويسكي -من أمريكي مخيف من الشعوب الأصلية يُدعى هاها جونز- والعديد من المكونات الأخرى لصنع الكعك. يرسلان الكعك إلى المعارف الذين التقوا بهم مرة واحدة أو اثنتين، وإلى أشخاص لم يلتقوا بهم إطلاقًا، مثل الرئيس فرانكلين ديلانو روزفلت.
في هذا العام، وبعد أن أنهى الاثنان الإنتاج المُسهب الذي دام أربعة أيام من صنع الكعك، قررت قريبته الكبيرة الاحتفال بإنهاء الويسكي المتبقي في الزجاجة. أدى ذلك إلى سُكر الاثنين، وتوبيخ أقاربهما الغاضبين بشدة لهما.
في اليوم التالي، يذهب بَدي وصديقته إلى بستان بعيد، والذي رأته قريبة بَدي المكان الأفضل لقطع أشجار عيد الميلاد. يتدبرا أمر استعادة شجرة كبيرة وجميلة، على الرغم من الرحلة الشاقة إلى المنزل.
يقضي بَدي وصديقته الأيام التالية في صنع زينة للشجرة وهدايا للأقارب والكلب كوينى ولبعضهما البعض. ويُبقيا على أمر هداياهما لبعضهما البعض سرًا، على الرغم من أن بَدي يفترض أن صديقته صنعت له طائرة ورقية، كما هو الحال في كل عام. إذ صنع لها طيارة ورقية أيضًا.
بحلول صباح عيد الميلاد، يحرص كل منهما على فتح الهدايا في وقت بزوغ الفجر. ويظهر على بَدي الإحباط الشديد بعد حصوله على تلك الهديا المحبطة، والتي كانت هدايا قديمة مستعملة واشتراكًا بأحد المجلات الدينية. وحصلت صديقته على هدايا أفضل نوعًا ما، وهي بعض البرتقالات والأوشحة المصنوعة يدويًا. وحصل الكلب كويني على عظمة.
يتبادل الثنائي، بعد ذلك، الهديتين السعيدتين التي صنعها كل منهما للآخر: وهما الطائرتان الورقيتان. يطلق الصديقان الطائرتين الورقيتين بإحدى الرياض الجميلة الخفية لتطيرا إلى سماء الشتاء الصافية، بينما يأكلان برتقال عيد الميلاد التي حصلت عليه ابنة العم المسنة. وتعتقد ابنة العم المسنة أن هذه هي الجنة، وتقول إن الرب والجنة لا بد أن يكونا في مثل هذا الجمال.
إنه عيد الميلاد الأخير الذي يقضيانه سويًا. إذ سيذهب الولد إلى المدرسة العسكرية في السنة القادمة. وعلى الرغم من محافظة بدي على المراسلة المستمرة مع صديقته المسنة، فسينقطع هذا الاتصال بسبب زيادة معاناة صديقته المسنة من آثار التقدم في العمر يومًا بعد يوم، حتى تفقد الذاكرة. وقريبًا، لن تتذكر من هو بدي، وستغادر الحياة بعد ذلك بفترة قليلة.
يقول بدي لاحقًا:
«عند حدوث ذلك، كنت أعلم. أنه بمجرد أن تؤكد هذه الرسالة على تلك الأخبار التي سوف تصيب ضلعًا ما بداخلي، سيُنتزع من نفسي جزءٌ لا يمكن تعويضه، ليتحرر عن جسدي كالطائرة الورقية مقطوعة الأوتار. ولهذا، دائما ما أنظر إلى السماء وأبحث، كلما أسير داخل فناء المدرسة في صباح ذلك اليوم من شهر ديسمبر. وكأنني أنتظر أن أرى زوجًا هائمًا من الطائرات الورقية، تمامًا مثل قلبين، يحلقان بسرعة في السماء نحو الجنة».

## الاقتباس الفني والتسجيلات

### التسجيلات
سجل الممثل جون شيا قصة «ذكرى عيد الميلاد» بصوته خلال أواخر تسعينيات القرن الماضي، في السلسلة الإذاعية مختارات من القصص القصيرة ذات الحضور الجماهيري المباشر، والتي بُثت محليًا عبر الإذاعة الوطنية العامة. اقتُطف بعض من قراءة شيا المرهفة وبيع على صورة شرائط سمعية، وكان المقتطف رقم 12 (Vol. XII) من سلسلة مختارات من القصص القصيرة، وهو قراءة شيا لقصة «ذكرى عيد الميلاد»، الفائز بجائزة «السمّاعات» في عام 1999 لمجلة أوديوفايل.
سُجلت قراءة الممثلة سيليست هولم للقصة على قرص مدمج، وأُرفق مع طبعة الكتاب الخاصة بدار نوف للنشر التابعة لمؤسسة راندوم هاوس في السنوية الخمسين لنشر هذا الكتاب عام 2006.
سُجلت قراءة «ذكرى عيد الميلاد» بواسطة مؤلفها ترومان كابوتي عام 1959، ونُشرت على قرص فونوغراف. وظهرت نسخة مختصرة من نسخة قرص الفونوغراف لعام 1959 في البرنامج الإذاعي الحياة الأمريكية عبر الإذاعة الوطنية العامة عام 2003. سجل كابوتي قراءةً أخرى للقصة أيضًا في عام 1976 في حضور جماهيري مباشر خلال مؤتمر الكتاب بجامعة داكوتا الشمالية.